# Der Wolf im Schafspelz (Album)
Der Wolf im Schafspelz ist das zweite Studioalbum des deutschen Rappers DCVDNS. Es erschien am 20. September 2013 über das Label Distributionz im Vertrieb von Soulfood.

## Hintergrund
Nachdem DCVDNS ab September 2012 zunächst mit dem Duo Die Atzen, später mit den Gruppen 257ers und Genetikk sowie schließlich mit Kool Savas auf Tournee gewesen war, kündigte der Rapper Mitte Januar sein zweites Studioalbum unter dem Titel Der Wolf im Schafspelz für den 31. Mai 2013 an. Zwei Monate nach der Ankündigung wurde das Veröffentlichungsdatum auf den 13. September 2013 verschoben. In einer Videobotschaft begründete DCVDNS die Verschiebung damit, dass er sich überlegt habe, das „beste deutsche Rap-Album, das es gibt“ aufzunehmen. Da ihm dies vorher nicht klar gewesen sei, müsse die Veröffentlichung um einige Monate verschoben werden. Am 7. August 2013 wurde das Cover des Albums präsentiert. Zudem wurde das Veröffentlichungsdatum auf den 20. September verschoben. Etwa eine Woche vor Veröffentlichung des Albums gab DCVDNS die Titelliste bekannt. Im Vorfeld waren bereits die Rapper Celo & Abdi, Morlockk Dilemma und Genetikk als Gastmusiker verkündet worden. Des Weiteren wurde behauptet, den Veröffentlichungstermin ein weiteres Mal auf den 27. September 2013 zu verschieben. Am 20. September stellte sich diese Behauptung als ein Scherz heraus.
In der ersten Ankündigung des Albums wurde das Konzept hinter dem Titel „Der Wolf im Schafspelz“ erläutert. So habe sich DCVDNS in zahlreichen „Songs und Interviews“ als „Brillenträger lieb und ungefährlich“ dargestellt. Mit dieser Strategie habe er sich „problemlos in die deutsche HipHop-Szene“ geschlichen, um nun seine Aggressivität auszuleben.

## Titelliste
Standard Edition
1. Intro vom Intro – 0:23
2. Intro – 1:12

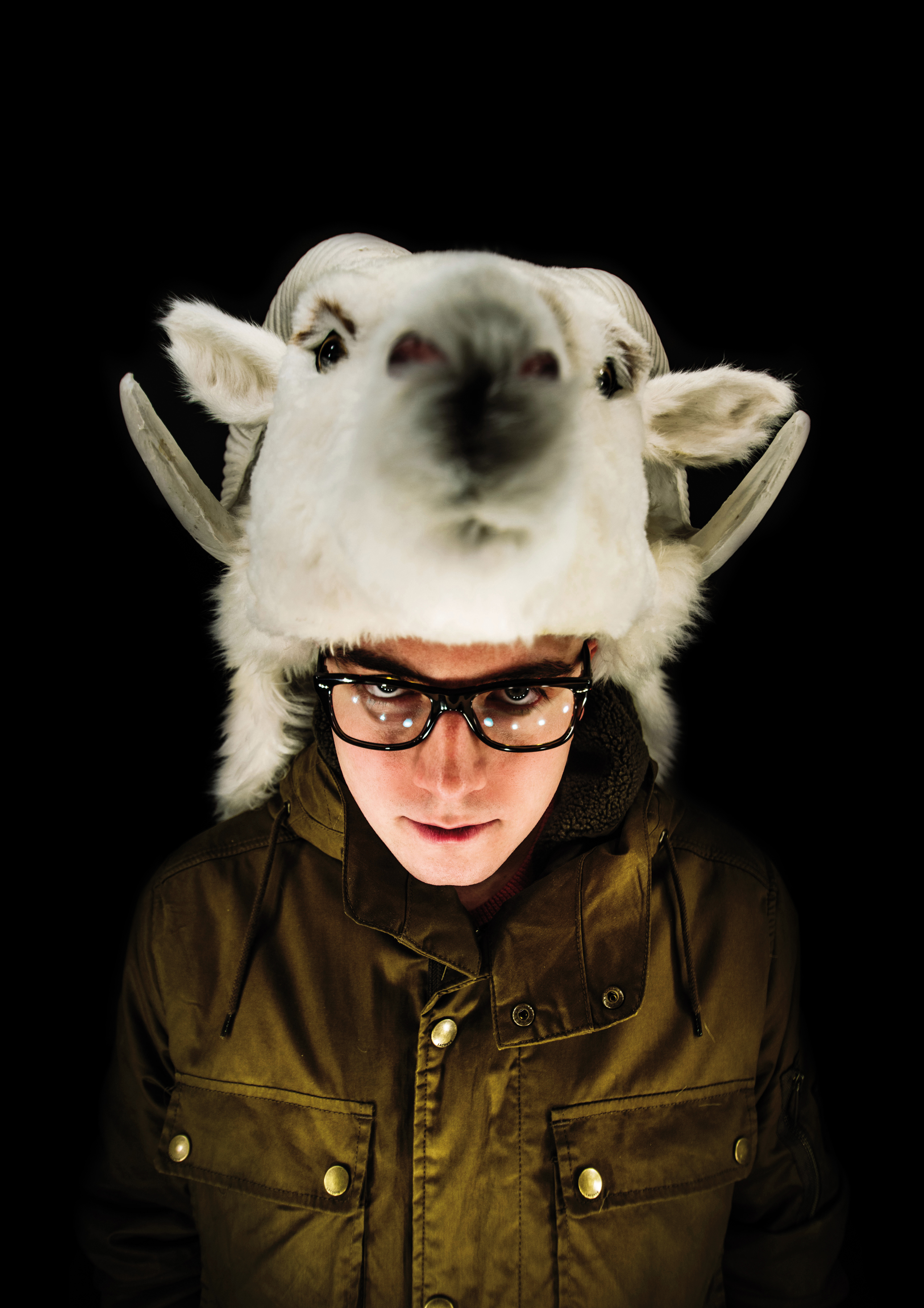
DCVDNS (2013)

3. German Choppers (feat. Tamas) – 1:39
4. Eigentlich wollte Nate Dogg die Hook singen – 3:07
5. Wir reiten ein (feat. Morlockk Dilemma) – 3:01
6. Atelier – 2:50
7. Kein Gee – 3:17
8. Ich sage nicht ich liebe Dich (feat. Hermann Weiss) – 3:22
9. Frankfurter Zoo (feat. Celo & Abdi) – 3:24
10. Wisst Ihr noch? – 2:53
11. D.W.I.S – 2:52
12. Vapo (feat. Tamas und Basstard) – 2:59
13. D.C.V.D.N.A (feat. Genetikk) – 3:26
14. Warum – 2:44
15. Outro – 1:22

CD 2 der Premium Edition
1. Intro (Instrumental)
2. German Choppers (Instrumental)
3. Eigentlich wollte Nate Dogg die Hook singen (Instrumental)
4. Wir reiten ein (Instrumental)
5. Atelier (Instrumental)
6. Kein Gee (Instrumental)
7. Ich sage nicht ich liebe Dich (Instrumental)
8. Frankfurter Zoo (Instrumental)
9. Wisst Ihr noch? (Instrumental)
10. D.W.I.S (Instrumental)
11. Vapo (Instrumental)
12. D.C.V.D.N.A (Instrumental)
13. Warum (Instrumental)
14. Dichter & Henker
15. Atelier (feat. MoTrip)
16. St. Inglebird Psyco

## Versionen
Der Wolf im Schafspelz erschien in drei Versionen. Neben der aus 15 Stücken bestehenden Standard-Version wurde eine Premium-Edition veröffentlicht, die eine zweite CD enthält, auf der die Bonus-Lieder Dichter & Henker, Atelier und St. Inglebird Psyco sowie die Instrumental-Versionen der Stücke zu finden sind. Des Weiteren erschien eine Limited Box. In dieser ist die Premium-Version des Albums, ein T-Shirt, ein Autogramm des Rappers, Sticker und ein Poster enthalten.

## Vermarktung

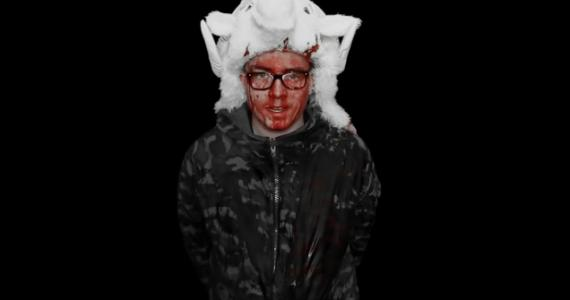
Videoausschnitt aus Intro

Mitte Februar 2013 erschien mit Der Wolf im Schafspelz die erste Videoauskoppelung des Albums. Dieses wurde in das Internet-Videoportal YouTube geladen und nach 50.000 Aufrufen wieder von DCVDNS entfernt. Anfang August folgte die Umsetzung des Stücks Kein Gee. Des Weiteren steuerte DCVDNS einen Beitrag für die Videoreihe Streetrotation der Internetseite 16bars.de bei. Als drittes Video wurde Anfang September Intro veröffentlicht. Einen Tag nach der Veröffentlichung des Albums erschien ein Snippet, in dem die Stücke von Der Wolf im Schafspelz auszugsweise präsentiert werden. Am 6. Oktober folgte ein Video zum Stück Frankfurter Zoo mit Celo & Abdi. Anfang März 2014 wurde die visuelle Umsetzung zu Wisst Ihr noch? veröffentlicht. Anlässlich des dritten Todestages von Nate Dogg erschien das Video zu Eigentlich wollte Nate Dogg die Hook singen.
Am 2. Mai 2013 trat DCVDNS erstmals in der ProSieben-Show TV total auf. Im Zuge dessen bewarb er sich für die Teilnahme an dem von Stefan Raab initiierten Musikwettbewerb Bundesvision Song Contest. Ende September stellte der Rapper seinen Wettbewerbsbeitrag Eigentlich wollte Nate Dogg die Hook singen bei TV total vor. Damit vertrat er im Rahmen des Bundesvision Song Contest 2013 das Bundesland Saarland. Dort konnte DCVDNS den fünften Platz belegen.

## Rezeption

### Erfolg
Der Wolf im Schafspelz stieg auf Platz 12 der deutschen Album-Charts ein. In der zweiten Woche fiel das Album auf Rang 25. Auch in Österreich konnte sich das Album mit Position 41 in den Charts positionieren. In der Schweiz konnte Rang 72 erreicht werden.
Das Stück Eigentlich wollte Nate Dogg die Hook singen konnte Platz 70 der deutschen Single-Charts erreichen.

### Kritik
Andreas Borcholte bezeichnete Eigentlich wollte Nate Dogg die Hook singen im Rahmen einer Kritik zum Bundesvision Song Contest 2013 auf Spiegel Online als einen der „besten Songs des Abends“. DCVDNS wird als „pummelig-nerdige[r] Rapper“ charakterisiert. Bei dem Beitrag des Rappers handele es sich um „Old-School-Gangsta-Rap“. Laut.de äußerte sich ebenfalls positiv zum Beitrag des Rappers bei dem Musikwettbewerb. So lieferte DCVDNS aus Sicht der E-Zine „den besten Auftritt des Abends ab.“ Angesichts der Konkurrenz habe „die Latte […] nicht allzu hoch“ gelegen.
In einer Rezension zu Der Wolf im Schafspelz auf Laut.de vergab die Redakteurin Dani Fromm drei von möglichen fünf Bewertungspunkten. DCVDNS könne in keine Schublade einsortiert werden. Er bediene Straßen-, Gangsta-, Storyteller-, Backpacker-, Studenten und Comedy-Elemente, könne jedoch in „keine [Schublade] so richtig“ einsortiert werden. Das Stück Frankfurter Zoo wird als „episch erzählte Räuberpistole“ gelobt. Den Produktionen des Albums fehle „hier und da etwas Volumen, eine griffige Textur.“ Dennoch herrsche kein Mangel an „musikalischen Ideen.“ In Wisst Ihr Noch? vereinen sich „Bass und blecherner Drumsound“ zu „einer stimmigen Westcoast-Kulisse“. Auch die musikalische Untermalung der Lieder Kein Gee und Eigentlich wollte Nate Dogg die Hook singen werden positiv von Fromm hervorgehoben. Zusammengefasst wirke das Album ein „wenig orientierungslos.“
Die Internetseite Rap.de bewertete das Album mit acht von möglichen zehn Punkten. DCVDNS lebe laut Dave Schwarz von „seinen kreativen Ideen, seiner Ironie und davon, dass [der Hörer] nicht genau weiß, welche Zeile er nun eigentlich wirklich ernst meint.“ Bereits das Intro vom Intro stehe „sinnbildlich für den verschachtelten Sinn für Humor“ des Rappers. Schwarz lobt die Vortragsweise von DCVDNS. So sei anhand des Stücks German Choppers erkennbar, dass sein „Doubletimeflow“ „unglaublich gut“ sei. Mit dem Lied Eigentlich wollte Nate Dogg die Hook singen schaffe es DCVDNS, „sich gleichzeitig über Westcoast-Klischees lustig zu machen, ohne dabei auch nur eine Sekunde lang den fälligen Respekt vor einer leider zu früh verstorbenen Legende zu verlieren.“ Auch die Gastbeiträge seien gut ausgewählt und bewegen sich auf Augenhöhe mit DCVDNS. Zusammengefasst sei das „Wechselspiel von Ernst und Ironie“ auf Der Wolf im Schafspelz deutlich schlüssiger als auf dem Debütalbum des Rappers.
Die Internetseite rappers.in bewertete D.W.I.S mit 5 von 6 möglichen Mics. Der Redakteur Sven Aumiller lobte vor allem den „unkonventionellen Stil, der wahnsinnig gut unterhält“, kritisierte aber zeitgleich die „kurz bemessene Gesamtlänge“ des Werks. Insgesamt lebe das Album aber von der Variabilität und dem Talent von DCVDNS, augenblicklich zwischen Ernst und Ironie wechseln zu können, was vor allem bei German Choppers offensichtlich wird. Aumiller meinte, der Rapper könne hier „in feinstem Doubletime die Vertreter des Chopperstyles ordentlich parodieren.“ Das Anderssein von DCVDNS wurde ebenfalls betont, denn ein Rapper, der „so viele Stile ineinander vereint, kann nicht gewöhnlich sein.“